# Muzeray
 Muzeray  là một xã thuộc tỉnh Meuse trong vùng Grand Est đông nam nước Pháp. Xã này nằm ở khu vực có độ cao trung bình 240 mét trên mực nước biển.
Sông Othain tạo thành phần lớn ranh giới phía đông Muzeray.